# Segonamà
Segonamà és un grup de música fundat el 2011 al Camp de Tarragona.
El grup inicia la seva carrera a Riudoms l'any 2011, L'any 2013 enregistren una maqueta de cinc cançons. L'any 2014 van entrar a l'Atlàntida Estudio per enregistrar un EP de tres cançons.
El 2016 van estrenar el seu primer llarga durada, Endinsa't. Aquest treball autoeditat era d'estils diversos com el rock, la salsa o el reggae, entre d'altres. En aquell disc, a més de barrejar llengües com el català, el castellà i l'anglès, hi col·laboren artistes com ara La Pegatina o Itaca Band. Amb aquest disc, Segonamà obté tres nominacions dels Premis Enderrock. A més, es converteixen en la cançó de l'estiu del 2017 a Canal Reus, amb el seu primer senzill Desplega La Vela.
El 2018 van presentar nou disc, Respira, també autoproduït i, en aquesta ocasió, el grup treu al mercat un recull de deu cançons. El grup segueix fusionant estils i apostant pel mestissatge, però amb més influències de la música llatina, ja que podem trobar cúmbia, salsa i inclús la primera bachata escrita en català. En aquest disc trobem les col·laboracions especials de Txarango, Che Sudaka i Doctor Prats. El 2019, el grup decideix fer el videoclip de la cançó Crida, que compta amb la col·laboració de Txarango. La gira Crida Tour acaba a la plaça de la Font de Tarragona, actuant en les Festes de Santa Tecla.
El novembre del 2020, presenta el seu tercer disc d'estudi ERIAL, editat per Música Global. Tot i ser el seu tercer disc, amb un canvi d'estil. En aquest nou àlbum, la principal influència és l'R&B americà i britànic. A més, per primera vegada, totes les cançons són en català. El concepte ERIAL es basa en la particularitat de trobar les espècies més sorprenents en els paisatges més àrids. El disc aconsegueix quedar finalista al Premi Disc Català de l'Any de Ràdio 4.
L'any 2022 el grup anuncia la seva última gira amb l'objectiu de revisitar els escenaris més destacats on la banda ha actuat durant la seva trajectòria, fent-la extensiva tant a Catalunya com al País Valencià. Aquesta gira va acabar amb un concert de comiat a la Sala Apolo de Barcelona, el 30 de novembre del mateix any.

## Discografia[21]
- ERIAL. Música Global, 2020